# عبد المجيد صالح
عبد المجيد صالح، نائب في مجلس النواب اللبناني

## ولادته
ولد في بلدة باتوليه، قضاء صور في 2 تموز سنة 1948

## دراسته
تلقى علومه الابتدائية والتكميلية والثانوية في مدارس صور الرسمية. درس العلوم السياسية في الجامعة.

## عمله
عمل في حقل التعليم منذ سنة 1966.

## أسرته
متأهل من السيدة أمينة نعمة ولهما: حسن وحسين وبتول ومحمد وعلي وسارة وسكينة.

## في النيابة والسياسة
- تم انتخابه نائبا عن منطقة صور (جنوب لبنان) عن المقعد الشيعي في العام 2005 ميلادي.
- أعيد انتخابه مرة ثانية عن نفس المقعد في العام 2009 ميلادي.
- عضو قيادي ومؤسس في حركة أمل اللبنانية